# حسين سليم أسد الداراني
حسين سليم أسد الداراني (1351هـ الموافق 1931م - 25 ربيع الأول 1443هـ / 31 أكتوبر 2021م) محدث ومحقق تراث سوري، حقق مجموعة من كتب السنة النبوية.

## نشأته وحياته
ولد في مدينة داريا بريف دمشق من بلاد سوريا سنة 1351هـ الموافقة 1932م، ونشأ بها يتيمًا فقد توفي أبوه وهو في سن الثانية من عمره، فكفلته أمه، ودرس المرحلة الابتدائية في بلده داريا، ثم درس الإعدادية والثانوية في دمشق، ثم التحق بالجامعة السورية قسم اللغة العربية، وتخرج منها. ثم عمل مدرسًا للغة العربية عقب تخرجه من الجامعة السورية متنقلا في عمله بين مدن وقرى سوريا. ثم استقر في بلدته داريا وهو يعد من وجهائها الذين لهم دور في الصلح بين الناس، وبداية من عام 1970م أَكثَر من القراءة في الكتب الإسلامية وبخاصة كتب التفسير، ثم قام بالتدريس في جامع أنس بن مالك بداريا، ثم تعرف على أحمد الدقاق وعبد العزيز رباح، وكذلك المحققين عبد القادر الأرناؤوط وشعيب الأرناؤوط، الذين فتحوا له باب تحقيق الكتب، وشارك مع شعيب الأرناؤوط في تحقيق سير أعلام النبلاء فحقق منه مجلدين. وكان تحقيقه ذلك مفتاحًا لتحقيقاته التالية لكثير من كتب السنة النبوية.
لما ساءت الأوضاع الأمنية في سوريا إبان أحداث الربيع العربي انتقل سنة 2014م إلى العيش في مدينة برج العرب بمحافظة الإسكندرية بمصر.

## مشايخه
درس في الجامعة السورية على يد الأساتذة:
1. صبحي الصالح.[4]
2. سعيد الأفغاني.[4]
3. عمر فروخ.[4]
4. راتب النفاخ.[4]
5. مصطفى السباعي.[4]

وممن تلقى عنهم خارج الجامعة:
1. أمين المصري.[7]
2. محمد ناصر الدين الألباني.[7]
3. محمد حسن شراب.

## تحقيقاته
قام حسين أسد بتحقيق مجموعة من كتب السنة النبوية، منها:
1. مسند أبي يعلى الموصلي، طُبع في 13 مجلدًا بدار المأمون للتراث - دمشق.
2. مسند الدارمي المشهور بـسنن الدارمي للحافظ الدارمي في مجلدين - طبع دار المغني - الرياض.[8]
3. مجمع الزوائد ومنبع الفوائد للحافظ نور الدين الهيثمي في 23 مجلدًا - طبع دار المنهاج - جدة.[9]
4. موارد الظمآن إلى زوائد ابن حبان للحافظ نور الدين الهيثمي.
5. مسند الحميدي في ثلاثة مجلدات بمشاركة ابنه مرهف حسين أسد- طبع دار السمان - بيروت.
6. الفتح الرباني لترتيب مسند الإمام أحمد بن حنبل الشيباني طبع في تسعة مجلدات عن دار السلام - القاهرة.[10]

## وفاته
توفي في الإسكندرية بمصر إثر إصابته بفيروس كورونا في 25 ربيع الأول 1443هـ المُوافق فيه 31 أكتوبر 2021.